# Vasilikón (ort)
Vasilikón ( Vasiliko) är en ort i Grekland.   Den ligger i prefekturen Nomós Evvoías och regionen Grekiska fastlandet, i den östra delen av landet, 50 km norr om huvudstaden Aten. Vasilikón ligger 29 meter över havet och antalet invånare är 6 571. Den ligger på ön Euboia.
Terrängen runt Vasilikón är platt åt sydväst, men åt nordost är den kuperad. Havet är nära Vasilikón åt sydost.  Närmaste större samhälle är Chalkída, 7,3 km nordväst om Vasilikón. 